# Neon valentulus
Espèce
Neon valentulus est une espèce d'araignées aranéomorphes de la famille des Salticidae.

## Distribution

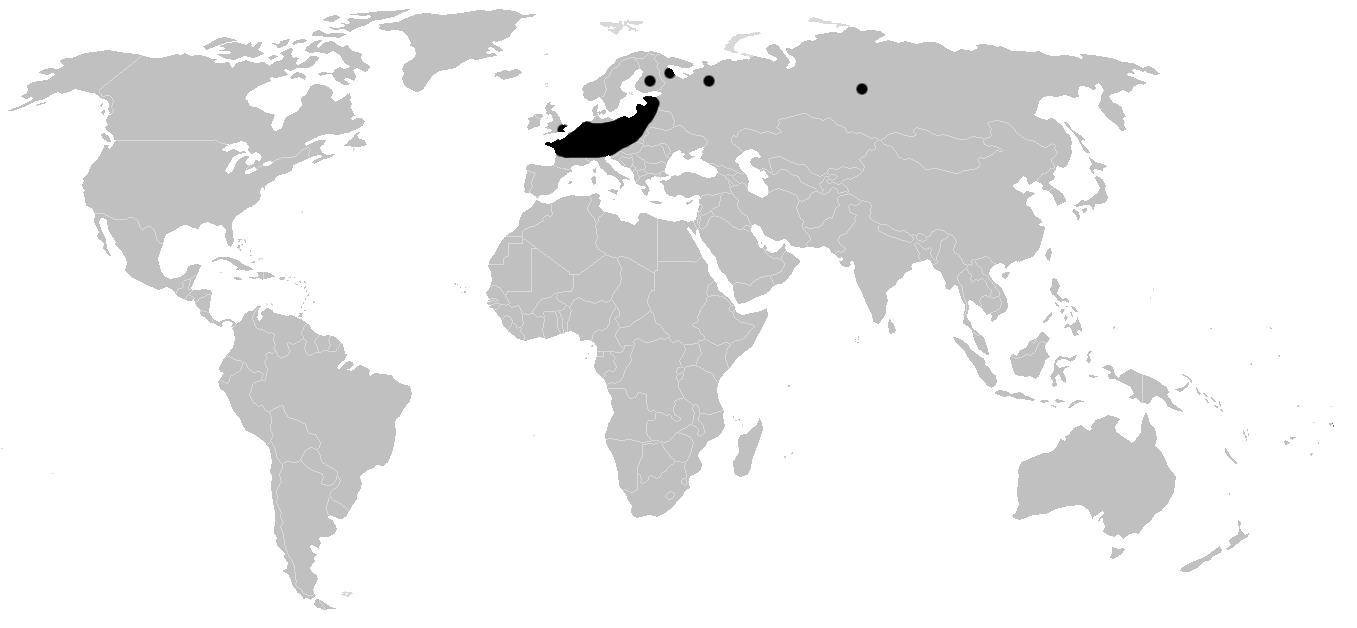
Distribution

Cette espèce se rencontre en Europe et au Kazakhstan.

## Habitat
Cette espèce se rencontre dans les zones marécageuses.
Neon valentulus saute rarement et vit dans les profondeurs de bûches pourries.

## Description
Les mâles mesurent de 1,9 à 2,7 mm et les femelles de 1,9 à 2,7 mm.

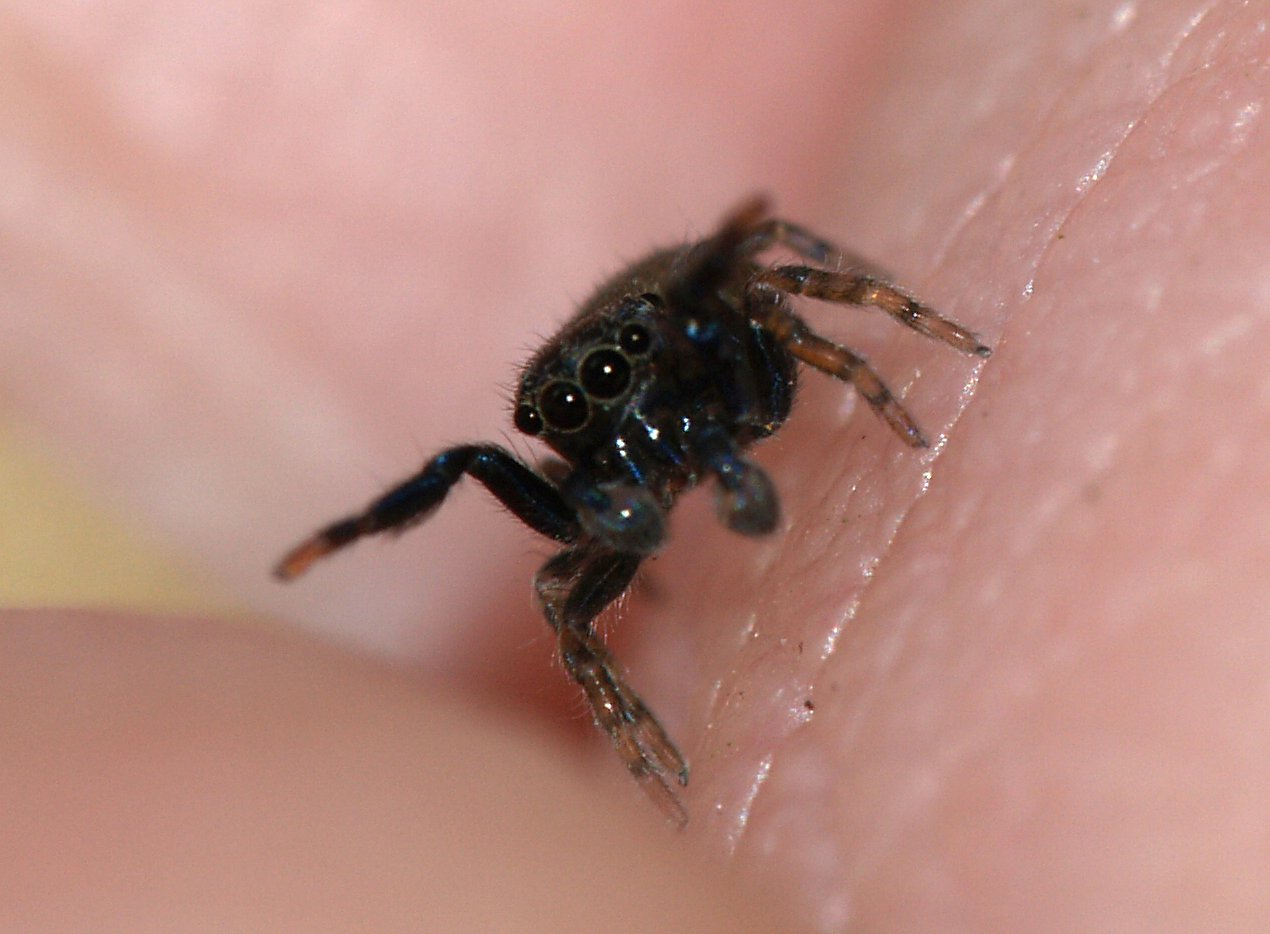
Vue frontale de Neon valentulus.

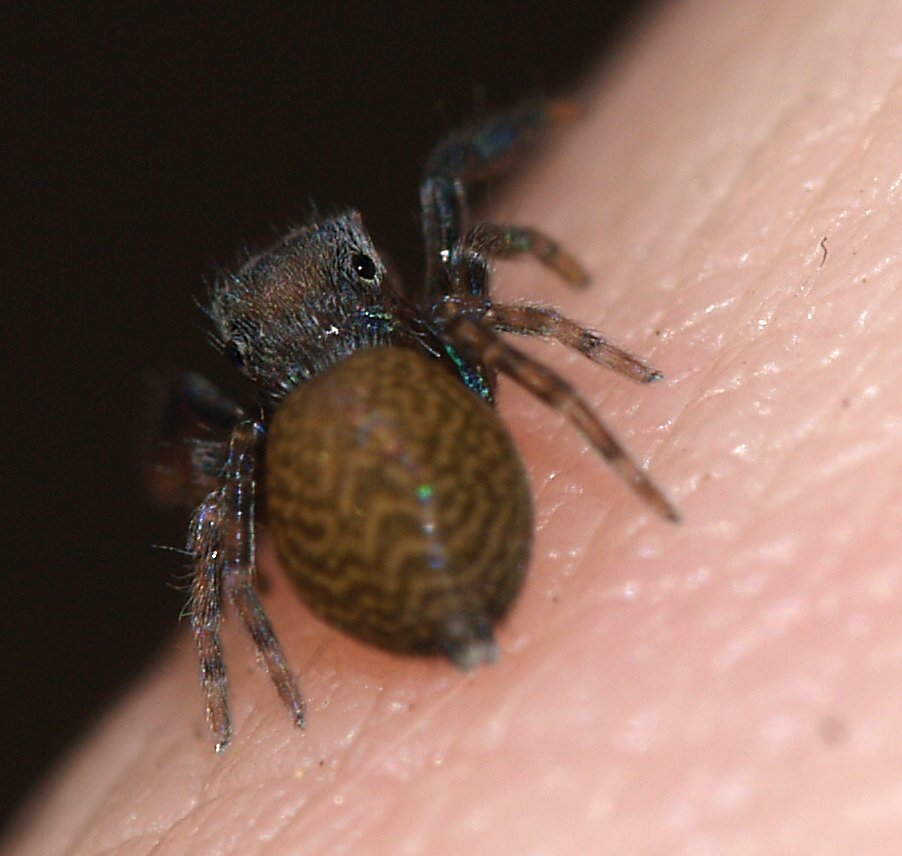
Neon valentulus

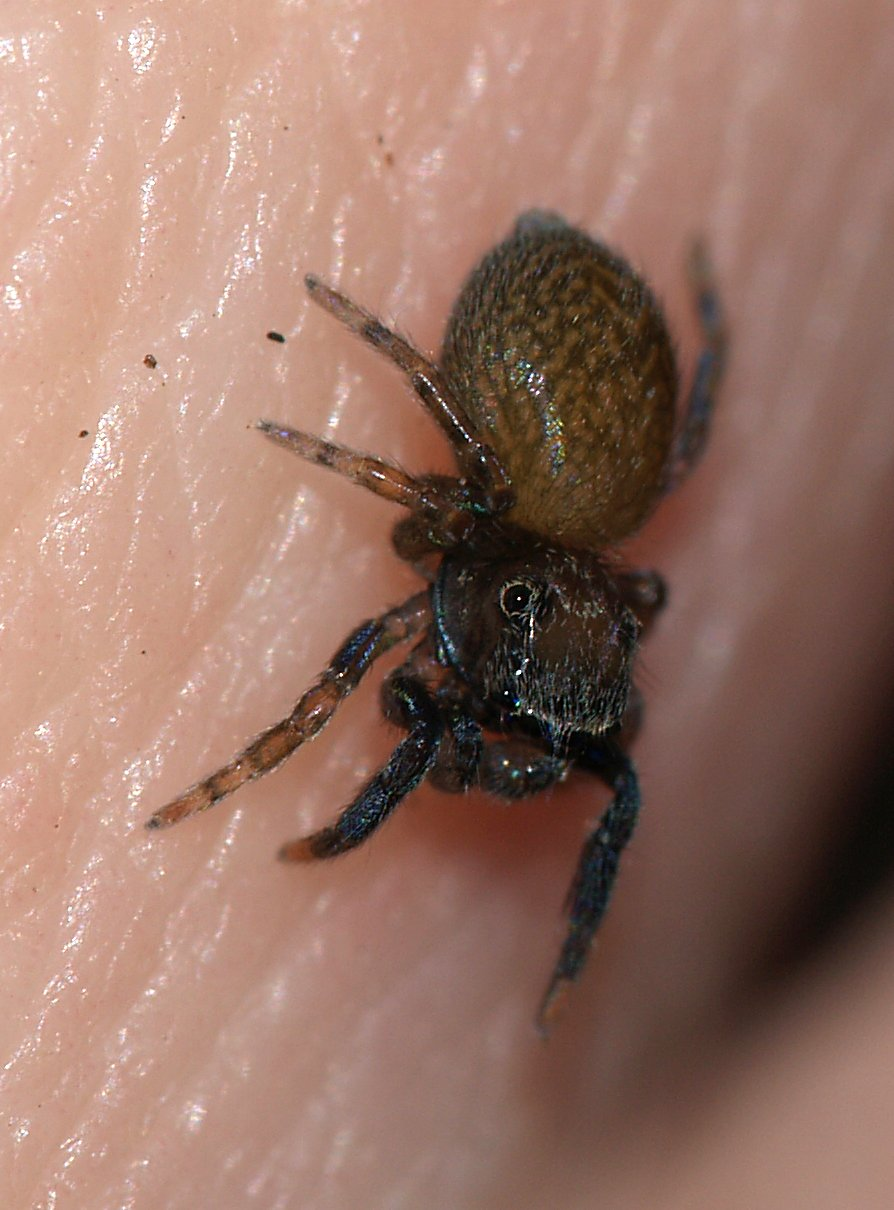
Neon valentulus

La zone autour des yeux est noire. Les pattes sont principalement brunes, avec des anneaux noirs. La paire frontale est noire à l'exception des coxas et des tarses.
Cette espèce est très similaire à Neon reticulatus (en), qui est légèrement plus claire et a des pattes uniformément marron clair.

## Sensibilité au changement global
Des modélisations ont prédit que Neon valentulus serait très sensible au changement climatique et à l'utilisation des terres à venir.

## Systématique et taxinomie
Cette espèce a été décrite par Falconer en 1912.

## Étymologie
Le nom de l'espèce est dérivé du latin valentulus, « fort ».

## Publication originale
- Falconer, 1912 : « The spiders of Wicken, Cambridge. » Naturalist, vol. 1912, p. 310-324.